# 50e Rue
La 50e Rue (ou 50th Street) est une rue de New York.

## Situation et accès
Cette voie de l'arrondissement de Manhattan, est située entre la Douzième Avenue et Beekman Place (en).

## Origine du nom
La 50e Rue, tire son nom tout simplement de sa position dans le plan en damier de Manhattan établi en 1811. 
Le chiffre « 50 » indique sa position dans la grille est-ouest, entre la 49e et la 50e Rue.

## Historique
Elle fait partie du Commissioners' Plan de 1811.

## Bâtiments remarquables et lieux de mémoire
- Hôtel Waldorf-Astoria
- Villard Houses

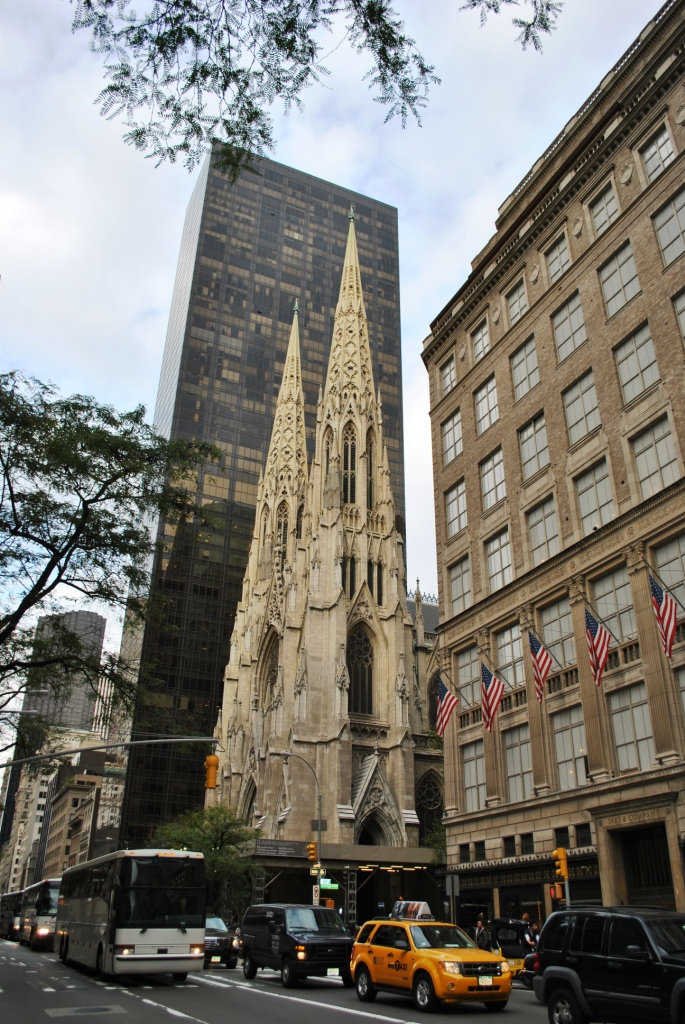
Cathédrale Saint-Patrick

- Cathédrale Saint-Patrick de New York
- Rockefeller Center
- Radio City Music Hall
- Worldwide Plaza